# 短吻鱷號潛艇 (1862年)
短吻鱷號潛艇（USS Alligator）是美國海軍第四艘艦艇，也是美國海軍第一艘已知的潛艇，活躍於美國內戰期間（美國第一艘潛艇是獨立戰爭期間由大陸軍的副海軍操作的海龜號 ，用於在紐約港對付英國艦艇）。 南北戰爭期間，邦聯海軍也建造了潛艇漢利號 。）

## 建造

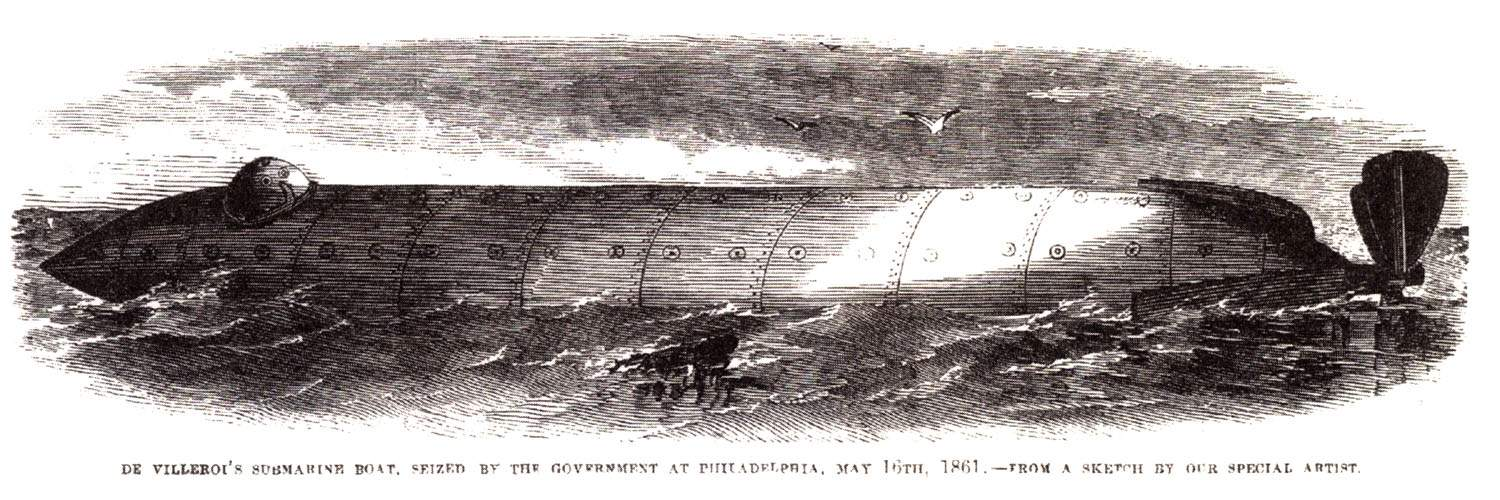
布魯圖·德·維勒瓦在1861年的第一款潛艇，這是短吻鱷號潛艇的靈感來源

1861年秋天，聯邦海軍請求納菲爾-利維公司（Neafie & Levy）建造一艘小型潛艇，該潛艇由法國工程師布魯圖·德·維勒瓦（Brutus de Villeroi）設計，他還在建造的第一階段擔任監工（德·維勒瓦過去曾在法國設計和建造潛艇，後來移民到美國繼續這項工作）。
這艘潛艇約長14公尺，寬1.42公尺，高1.68公尺。"「這艘潛艇是用鐵製成的，上方有穿孔並裝了小的圓形玻璃板，用於採光，內部有數個水密隔艙。」設計承載18人。潛艇配備了16個從側面伸出的手動船槳作為動力裝置。1862年7月3日，華盛頓海軍工廠將船槳替換為手搖式螺旋槳，將速度提高到約四節。空氣由兩根與浮標連接的水管從水面上供應，連接到潛艇內部的空氣泵；這是第一艘具有空氣淨化系統的作戰潛艇。該潛艇具有前置氣閘艙，是第一艘能讓潛水員在水下離開和返回的作戰潛艇。潛水員可以將水雷固定在目標後返回，並把水雷絕緣銅線連接至潛艇的內部電池來引爆。
根據情報，南方聯盟正讓諾福克海軍造船廠為其將梅里馬克號改造成一艘撞角鐵甲艦（維吉尼亞號），為了應對前螺旋槳蒸汽護衛艦「梅里馬克號」對其木殼封港艦構成的威脅。聯邦海軍與費城造船廠簽訂的協議規定，潛艇的工期不得超過40 天；潛艇的龍骨幾乎在1861年11月1日簽訂建造合同後就立即安放完畢。然而，工程進展非常緩慢，這艘新式潛艇開工180多天後，才於1862年5月1日下水。

## 服役歷史
短吻鱷號下水後不久就被牽引到費城海軍造船廠進行設備安裝並配置人員。兩週後，該艇交由平民塞繆爾·伊金斯（Samuel Eakins）指揮。 6月13日，海軍正式接受了這艘潛艇。
接下來，蒸汽拖船弗雷德·科普號（Fred Kopp）將潛艇拖往維吉尼亞州的漢普頓錨地，於6月19日起航，沿德拉瓦河前往乞沙比克-德拉瓦運河，然後進入乞沙比克灣進行最後航行，23日抵達漢普頓錨地。在諾福克，潛艇停泊在側輪蒸汽船「衛星號」旁，衛星號是短吻鱷號潛艇在北大西洋封鎖中隊（North Atlantic Blockading Squadron）服役期間的補給艦。1862年春季，一份報紙稱該潛艇為「短吻鱷號」，一部分原因是因其外觀為綠色，這一稱呼很快就出現在公務信函中。
這艘潛艇被設想用於執行幾種任務：破壞斯威夫特溪（阿波馬托克斯河的支流）上的一座橋樑，清除詹姆斯河上達令堡附近的障礙物，這些障礙物是用於防止聯邦軍的炮艇逆流而上前往支援麥克萊倫將軍沿半島進攻里奇蒙；並在維吉尼亞號鐵甲艦（假設改造工程有按時完工，並被派往下游攻擊聯邦軍）出現時炸毀它，於是這艘潛艇被派往詹姆斯河的城市角，於25日抵達。該地區的高級海軍軍官約翰·羅傑斯（John Rodgers）檢查了短吻鱷號潛艇，並報告說，無論是達令堡附近的詹姆斯河還是橋樑附近的阿波馬托克斯河，水深都不足以讓潛艇完全潛入水中。此外，他也擔心，他的作戰區域中不存在潛艇可以攻擊的目標，但如果短吻鱷號潛艇落入敵人手中，那麼他麾下的聯邦炮艇將極易受到該潛艇攻擊，因此他要求允許將潛艇送回漢普頓錨地。
29 日，該潛艇順流而下，隨後奉命前往華盛頓海軍造船廠進行更多試驗和測試。8月，小托馬斯·奧利弗·塞爾弗里奇（Thomas Oliver Selfridge Jr.）上尉開始指揮短吻鱷號，並為其配備了海軍船員，但測試結果不符合要求，塞爾弗里奇宣佈「這個計畫......失敗了」。
1862年7月3日，海軍造船廠將短吻鱷號的船槳換成了手搖式的螺旋槳，從而將其速度提高到約4節（7.4公里/小時）。林肯總統於1863年3月18日親自視察了這艘潛艇運作。

約在此時，後來成為聯邦海軍少將的塞繆爾·弗朗西斯·杜邦，他在戰爭初期指揮費城海軍造船廠時對潛艇產生了興趣，他認為短吻鱷號可能對攻占南卡羅來納州查爾斯頓的計畫有所幫助，該地是分裂主義的發源地。當時指揮駝獸號的代理艦長約翰·溫徹斯特（John F. Winchester,）奉命將這艘潛艇拖往南卡羅來納州的皇家港，3月31日啟程。然而隔日遭遇惡劣天氣，4月2日駝獸號被迫在哈特拉斯角附近割斷與短吻鱷號潛艇相連的拖纜。短吻鱷號可能當場或漂浮一段時間後沉沒，結束了美國海軍第一艘潛艇的生涯。

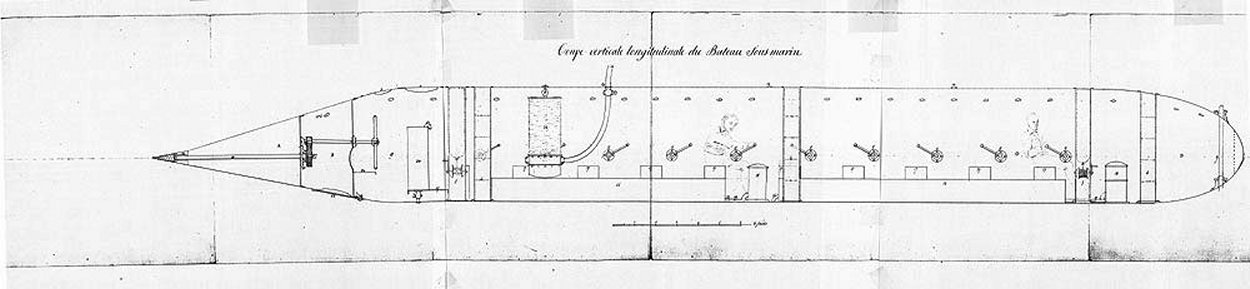
布魯圖·德·維勒瓦繪製的潛艇平面圖，描述了船槳的配置。

## 外部連結
- navsource.org: USS Alligator （页面存档备份，存于）
- NPR story （页面存档备份，存于） on the hunt for the USS Alligator
- NOAA search for the Alligator （页面存档备份，存于）
- Navy & Marine LHA history site on Alligator （页面存档备份，存于）
- Full Story of the Appomattox River Raid （页面存档备份，存于）
- UNDERSEA WARFARE Magazine article on Alligator
- Comprehensive site on world submarine history 的存檔，存档日期2 July 2014.